# Рајнхајм
Рајнхајм (њем. Reinheim) град је у њемачкој савезној држави Хесен. Једно је од 23 општинска средишта округа Дармштат-Дибург. Према процјени из 2010. у граду је живјело 17.090 становника. Посједује регионалну шифру (AGS) 6432019.

## Географски и демографски подаци
Рајнхајм се налази у савезној држави Хесен у округу Дармштат-Дибург. Град се налази на надморској висини од 165 метара. Површина општине износи 27,7 km². У самом граду је, према процјени из 2010. године, живјело 17.090 становника. Просјечна густина становништва износи 617 становника/km².

## Међународна сарадња
| Мјесто | Држава    | Врста сарадње | Од    |
| ------ | --------- | ------------- | ----- |
| Санок  | Пољска    | партнерство   | 1994. |
| Ликата | Италија   | партнерство   | 2001. |
| Сеста  | Француска | партнерство   | 1982. |
| Извор  |           |               |       |